# Sencelles
Sencelles település Spanyolországban, a Baleár-szigeteken. Sencelles Algaida, Santa Eugènia, Consell, Binissalem, Inca, Costitx és Lloret de Vistalegre községekkel határos. Lakosainak száma 3900 fő (2024).

## Népesség
A település népessége az elmúlt években az alábbi módon változott:
| Lakosok száma | 2214 | 2559 | 2743 | 3105 | 3128 | 3073 | 3096 | 3290 | 3542 | 3900 |
|               | 2001 | 2004 | 2006 | 2009 | 2011 | 2014 | 2016 | 2019 | 2021 | 2024 |